# Bettancourt-la-Ferrée
 Bettancourt-la-Ferrée  es una población y comuna francesa, en la región de Champaña-Ardenas, departamento de Alto Marne, en el distrito de Saint-Dizier y cantón de Saint-Dizier-Nord-Est.

## Demografía
| 729 | 1113 | 1843 | 2295 | 2286 | 2041 |
| Para los censos de 1962 a 1999 la población legal corresponde a la población sin duplicidades (Fuente: INSEE [Consultar]) |      |      |      |      |      |